# Kosov (Jihlava)
Kosov (německy Gossau) je malá vesnice, část Jihlavy. Nachází se 3 km na východ od centra Jihlavy. K Jihlavě připojen 1. dubna 1980. Zajíždí sem autobusová linka č. 10. V roce 2009 zde bylo evidováno 49 adres. V roce 2001 zde trvale žilo 85 obyvatel. Funguje zde Sbor dobrovolných hasičů Jihlava- Kosov.
Kosov leží v katastrálním území Kosov u Jihlavy o rozloze 5,68 km2.

## Název
Název se vyvíjel od varianty Kohhoue (1234, 1235), Gosav (1359). Gossaw (1601, 1678), Gassau (1718), Gossau (1720), Gosau (1751), Gossau a Kosow (1846), Gossau a Kosov (1872) až k podobě Dolní Kosov v roce 1881). Název vznikl z osobního jména Kos.

## Historie
První písemná zmínka o obci pochází z roku 1233.
V letech 1869–1920 sem příslušela osada Studénky.

## Obyvatelstvo
Podle sčítání 1930 zde žilo v 22 domech 173 obyvatel. 71 obyvatel se hlásilo k československé národnosti a 101 k německé. Žilo zde 170 římských katolíků, 1 evangelík a 2 příslušníci Církve československé husitské.
| Rok            | 1869 | 1880 | 1890 | 1900 | 1910 | 1921 | 1930 | 1950 | 1961 | 1970 | 1980 | 1991 | 2001 | 2011 |
| -------------- | ---- | ---- | ---- | ---- | ---- | ---- | ---- | ---- | ---- | ---- | ---- | ---- | ---- | ---- |
| Počet obyvatel | 220  | 220  | 195  | 174  | 203  | 182  | 173  | 142  | 106  | 100  | 74   | 71   | 85   | 105  |

## Další fotografie

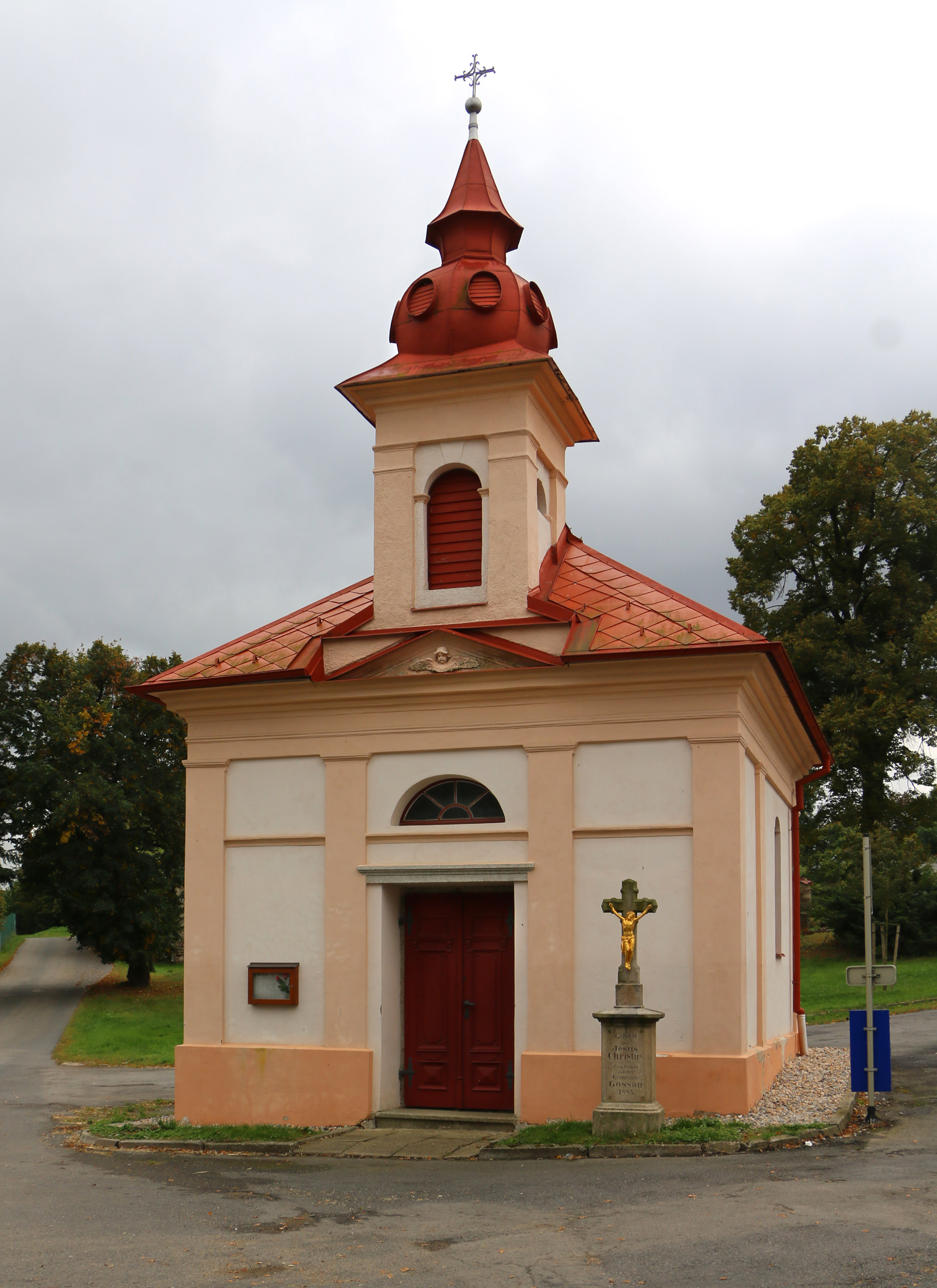
Kaple Narození Panny Marie
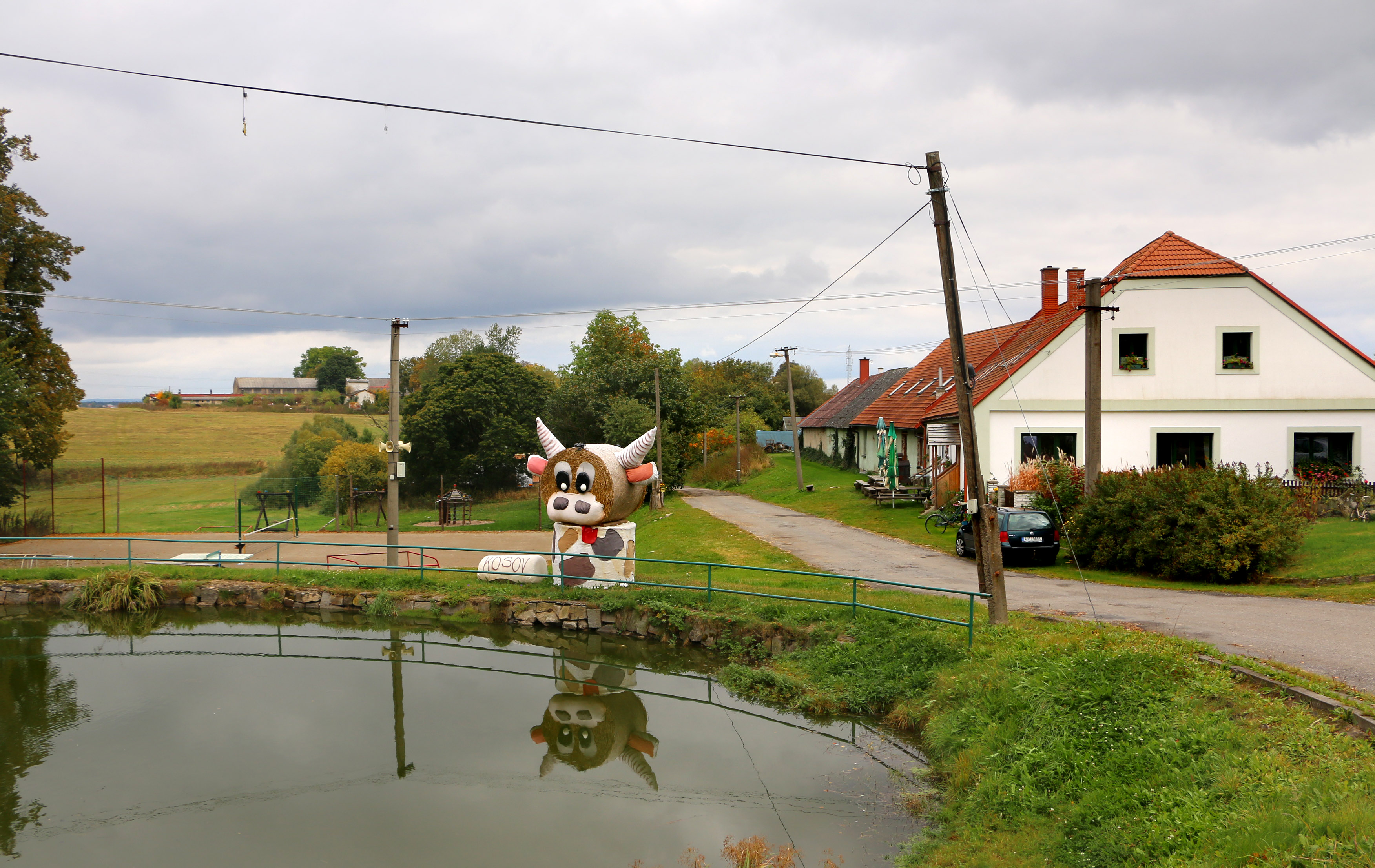
Rybník na návsi